# Ford Model C Ten
La Ford Model C Ten est une voiture construite par Ford Royaume-Uni entre 1934 et 1937. Le surnom Ten signifie ses 10 chevaux fiscaux britanniques. La voiture a également été assemblée en Espagne (Barcelone) entre 1934 et 1936. La version allemande produite à la même période s'appelait Ford Eifel.
La voiture utilisait une version agrandie du moteur à soupapes latérales équipant la Ford Model Y; il a été porté à une cylindrée de 1 172 cm3 en augmentant l'alésage de 56,6 mm à 63,5 mm mais en gardant la course à 92,5 mm. Un moteur standard produisait 30 ch (22 kW) à 4000 tr/min. Ce moteur est devenu un favori pour de nombreux préparateurs de moteurs après la Seconde Guerre mondiale et il a donné le coup d'envoi à plusieurs constructeurs de voitures de sport, dont Lotus Cars, et il est resté en production jusqu'en 1962. La suspension était assurée par le système de ressorts à lames transversaux de Ford avec essieux rigides à l'avant et à l'arrière, un système peu modifié depuis la Ford T. Une boîte de vitesses à trois vitesses a été installée.
Une tourer quatre places, désormais très recherchée, a rejoint les berlines au milieu de 1935 et une version de luxe, la Ford CX avec des garnitures chromées, était disponible de fin 1935 à début 1937.
La voiture pouvait atteindre 70 mph (110 km/h) et parcourir 35 miles (56 km) avec un gallon (impérial).
Le moteur de la Model C Ten a également été utilisé dans l'automobile Ausfod à essai limité, fabriquée à Manchester de 1947 à 1948.

## La Model C en Australie
La Model C est sortie en Australie en 1935 et elle était proposée avec les carrosseries roadster, coupé, berline, fourgonnette et roadster utilitaire.